# Beauchamps-sur-Huillard
Beauchamps-sur-Huillard ist eine französische Gemeinde mit 402 Einwohnern (Stand: 1. Januar 2022) im Département Loiret in der Region Centre-Val de Loire. Sie gehört zum Kanton Lorris im Arrondissement Montargis. Die Einwohner werden Beauchampois genannt.

## Geographie
Die Gemeinde Beauchamps-sur-Huillard liegt etwa 25 Kilometer südwestlich von Montargis am Huillard, in den hier sein Zufluss Motte Bucy einmündet. Umgeben wird Beauchamps-sur-Huillard von den Nachbargemeinden Quiers-sur-Bézonde im Nordwesten und Norden, Auvilliers-en-Gâtinais im Norden, Chailly-en-Gâtinais im Osten sowie Châtenoy im Süden und Südwesten.

## Bevölkerungsentwicklung
| Jahr                       | 1962 | 1968 | 1975 | 1982 | 1990 | 1999 | 2006 | 2013 | 2022 |
| -------------------------- | ---- | ---- | ---- | ---- | ---- | ---- | ---- | ---- | ---- |
| Einwohner                  | 388  | 353  | 325  | 276  | 266  | 334  | 393  | 416  | 402  |
| Quellen: Cassini und INSEE |      |      |      |      |      |      |      |      |      |

## Sehenswürdigkeiten
- Kirche Saint-Pierre et Saint-Sébastien